# Tanyproctus batangicus
Tanyproctus batangicus är en skalbaggsart som beskrevs av Keith 2009. Tanyproctus batangicus ingår i släktet Tanyproctus och familjen Melolonthidae. Inga underarter finns listade i Catalogue of Life.